# Aeropuerto (Palma de Mallorca)
Aeropuerto o Son San Juan (en catalán Aeroport o Son Sant Joan) es un barrio de Palma de Mallorca, Baleares, España.  Se encuentra delimitado por los barrios de Coll de Rabasa, Can Pastilla, Las Maravillas, Son Ferriol, La Aranjasa y La Casa Blanca. Su nomenclatura proviene de las instalaciones del Aeropuerto de Son San Juan.
Se accede a él a través de las líneas 1 y 21 de la EMT. 
Contaba en el año 2007 con una población de 158 habitantes.
- Datos: Q17586696